# Берларе
Берларе (на нидерландски: Berlare) е селище в Северна Белгия, окръг Дендермонде на провинция Източна Фландрия. Населението му е около 14 100 души (2006).